# Christophe Soulé
Christophe Soulé (* 1951) ist ein französischer Mathematiker, der sich unter anderem mit arithmetisch-algebraischer Geometrie und Zahlentheorie beschäftigt.

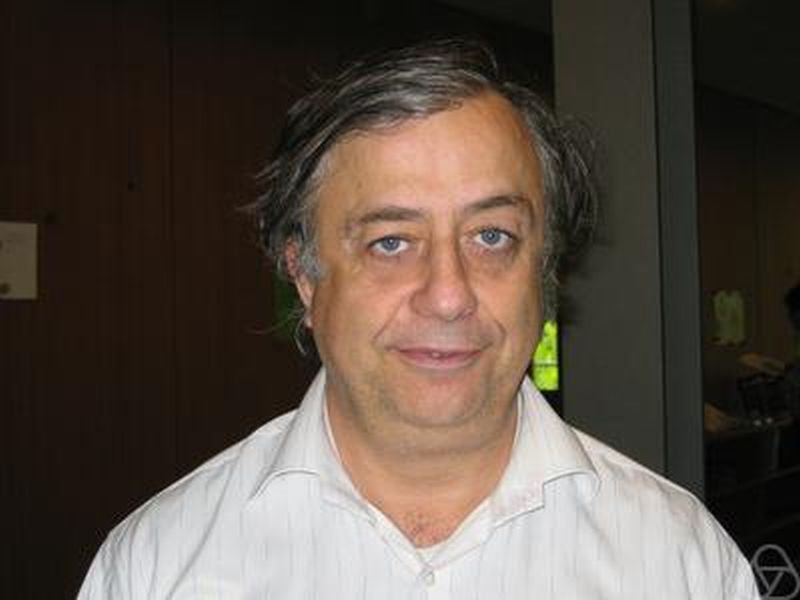
Christophe Soulé, Oberwolfach 2005

Soulé studierte ab 1970 an der École normale supérieure. Er war ab 1974 Wissenschaftler (Attaché de Recherche) am CNRS unter Roger Godement und wurde 1978 an der Universität Paris bei Max Karoubi und Roger Godement über die {\displaystyle K}-Theorie des Rings der ganzen Zahlen in Zahlkörpern und Etale-Kohomologie promoviert. 1980 war er Chargé de Recherche am CNRS und ab 1986 Directeur de Recherches. Ab 1984 war er Gastwissenschaftler am IHES. 1989 war er Gastprofessor an der Harvard University und 1998 am Isaac Newton Institute in Cambridge.
Soulé beschäftigte sich mit arithmetischen Gruppen, {\displaystyle K}-Theorie und Arakelov-Geometrie in der arithmetisch-algebraischen Geometrie, wo er mit Jean-Michel Bismut und Henri Gillet zusammenarbeitete und einen Riemann-Roch-Satz bewies.
1979 erhielt er die Bronzemedaille der CNRS. Er ist seit 1997 korrespondierendes und seit 2001 Mitglied der französischen Akademie der Wissenschaften (Académie des sciences). 1983 war er Gastredner auf dem Internationalen Mathematikerkongress in Warschau (K-théorie et zeros aux points entiers de fonctions zeta). 1985 erhielt er den Prix J. Ponti der französischen Akademie der Wissenschaften und 1993 den Prix Ampère.
Zu seinen Doktoranden zählt Bruno Kahn.

## Schriften
- mit Jürg Kramer, Dan Abramovich, J.-F. Burnol Lectures on Arakelov Geometry. Cambridge University Press 1992.
- Introduction to Arithmetic Groups, in Pierre Cartier u. a. Frontiers in Number Theory, Physics and Geometry, Band 2, Springer Verlag 2007

## Verweise
1. ↑  Gillet, Soulé: An arithmetic Riemann–Roch Theorem, Inventiones Mathematicae Bd. 110, 1992, S. 473–543.

| Personendaten    | Personendaten              |
| ---------------- | -------------------------- |
| NAME             | Soulé, Christophe          |
| KURZBESCHREIBUNG | französischer Mathematiker |
| GEBURTSDATUM     | 1951                       |